# Henning von Stralenheim

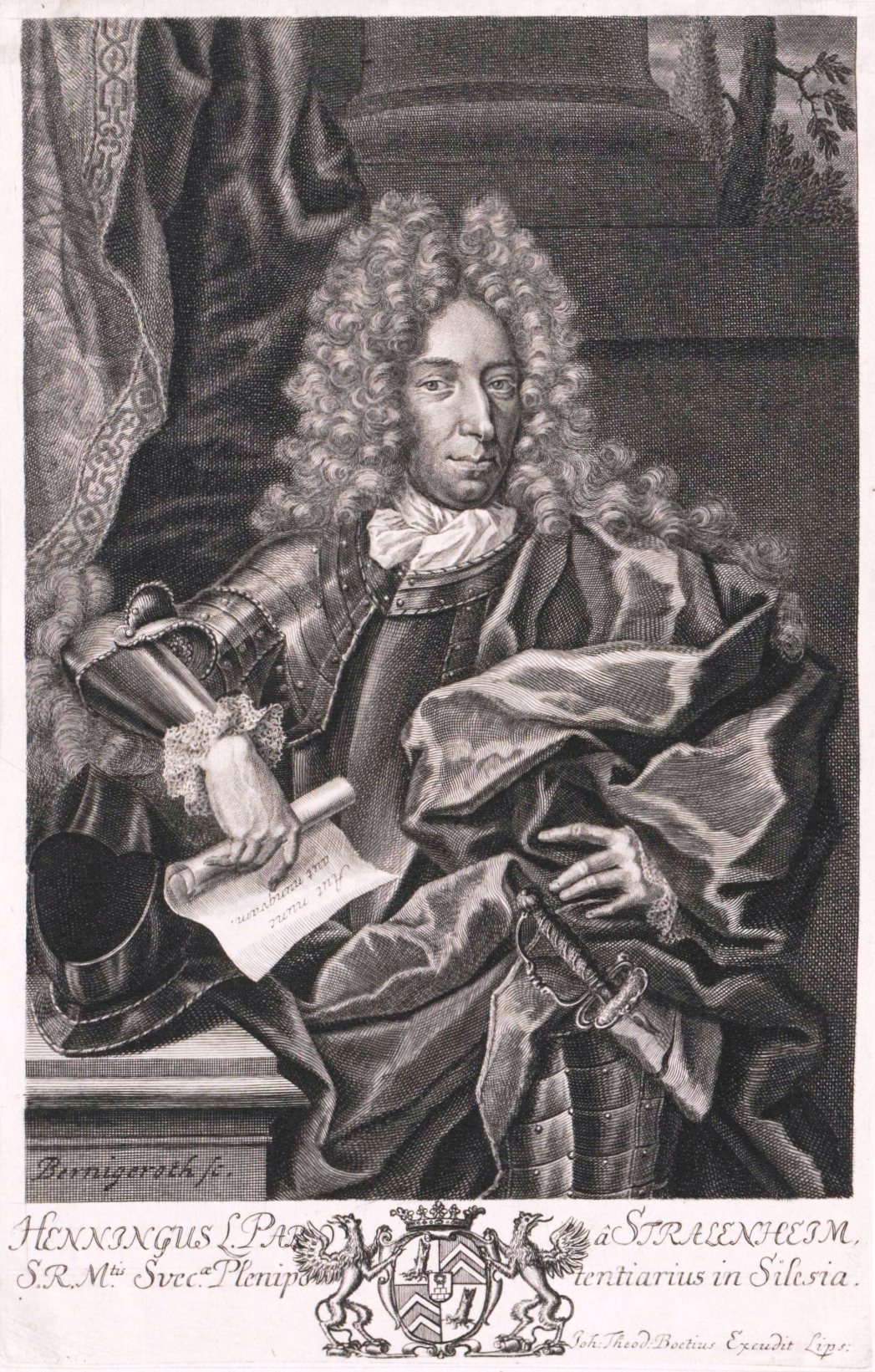
Henning von Stralenheim um 1708

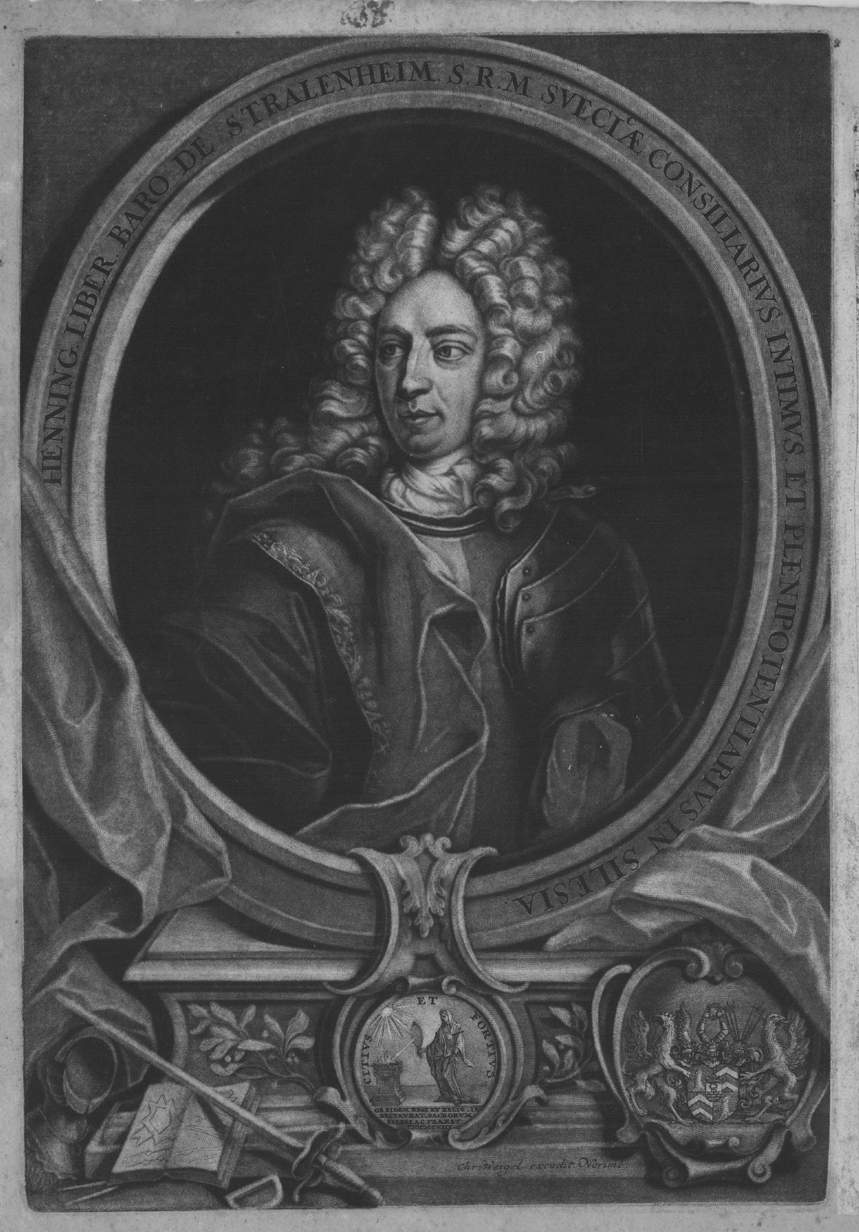
Huldigungsblatt der schlesischen Stände auf Stralenheim, ca. 1708

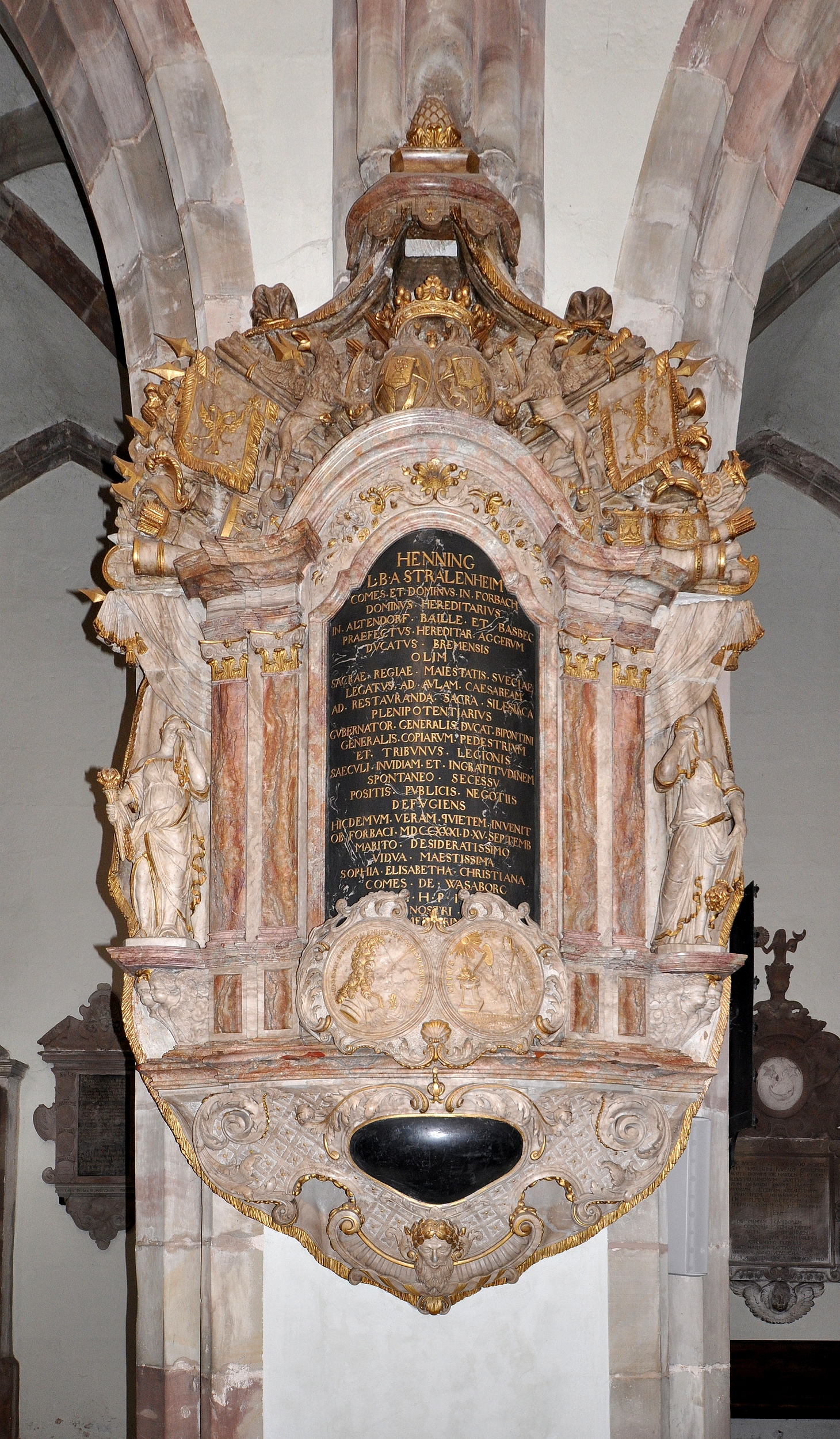
Epitaph in der Stiftskirche St. Arnual

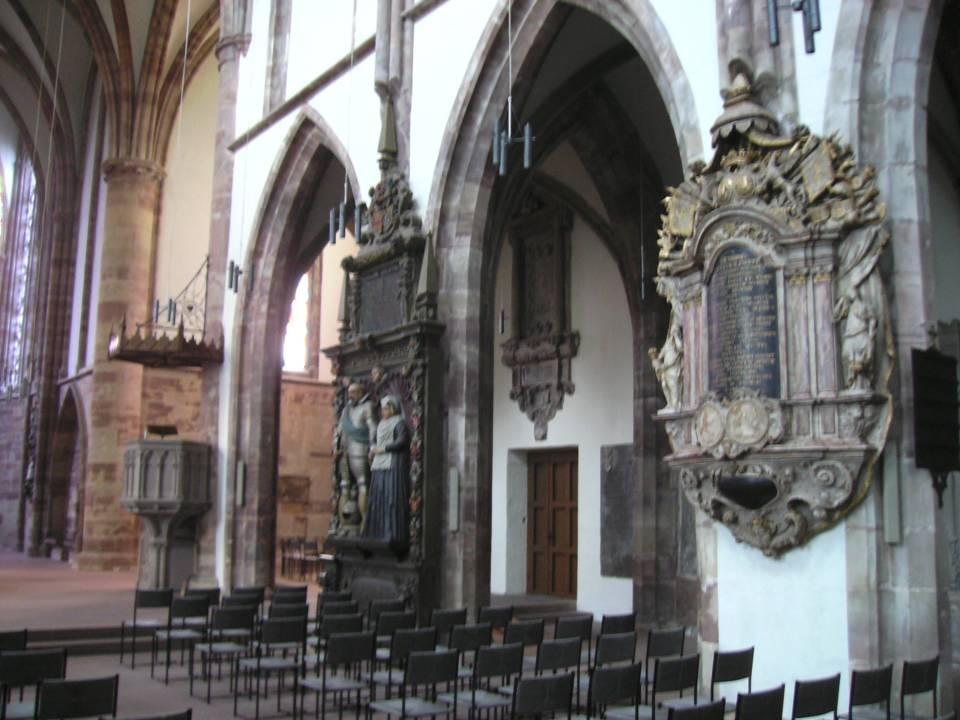
Platzierung des Epitaphs im Kirchenschiff

Henning von Stralenheim, geboren als Henning Vieth, seit 1685 Veit von Stralenheim, seit 1699 Baron Stralenheim, seit 1720 Graf zu Forbach (* 21. Juli 1665 in Stralsund; † 15. September 1731 in Forbach) war ein deutsch-schwedischer Militär und Diplomat.

## Leben und Wirken
Henning von Stralenheim war der Sohn von Michael Vieth (auch: Veith, 1632–1703) aus Stralsund, das zu dieser Zeit zu Schwedisch-Pommern gehörte, und Margaret Klinckow - und Enkel des Stralsunder Bürgermeisters Henning Vieth († 1680). Der Jurist Michael Vieth war zunächst Protonotar und Syndikus in Stralsund, wurde dann Richter am Wismarer Tribunal und erhielt 1685 den schwedischen Adel als Michael Veit von Stralenheim.
Henning schlug die militärische Laufbahn ein und diente im französischen Heer, wo er es bis zum Hauptmann brachte. Er trat dann als Major der Reichsarmee in kaiserliche Dienste. Bei der Belagerung von Belgrad (1688) wurde er am Kopf stark verwundet, was zu einer lebenslangen Sprachbehinderung führte. Er musste seinen Abschied aus dem Militärdienst nehmen und ging auf eine Kavalierstour nach Spanien und Italien. 1691 trat er in kurpfälzische Dienste und wurde Kammerherr und Geheimer Kriegsrat. Nach einer diplomatischen Reise nach Stockholm 1698 wechselte er in den Dienst der schwedischen Regierung. Er war kurzzeitig Regierungsrat für das Herzogtum Bremen in Stade und schwedischer Gesandter in Celle. 1699 wurde er von Karl XII. in den Freiherrnstand erhoben und erhielt im selben Jahr seine Berufung zum schwedischen Gesandten am Kaiserhof in Wien.
Als Karl XII. 1706 im Zuge des Großen Nordischen Krieges Sachsen eroberte, wurde Stralenheim als Unterhändler zur wichtigsten Verbindung zwischen dem schwedischen König und dem Kaiser. Allerdings kam es Anfang März 1707 zu einem Skandal, als der ungarische Kammerherr Graf Max Adam Czobor (Márk Czobor de Czoborszentmihály, auch  Zobor, Schwiegersohn von Johann Adam I. Andreas (Liechtenstein)) bei einem Bankett den schwedischen König beleidigte, was zu Handgreiflichkeiten führte. Stralenheim forderte Satisfaktion und drohte, nicht eher wieder bei Hofe zu erscheinen, bis Czobor sich einem Duell stelle. Da dieser die Forderung nicht annahm, reiste Stralenheim im Mai 1707 ab und ging nach Altranstädt in das Feldlager Karls XII. Die affaire Zobor blieb über Jahre ungelöst. In Altranstädt hatte Stralenheim großen Anteil am Zustandekommen der Altranstädter Konvention vom 1. September 1707. Er gilt heute als derjenige, der sich früh und nachweislich beim König zugunsten der schlesischen Protestanten eingesetzt hatte. Sein Gegenüber auf der kaiserlichen Seite war dabei Franz Ludwig von Zinzendorf. Vom Kaiser erwirkte Henning von Stralenheim im Vertrag von Altranstädt zahlreiche Erleichterungen für die schlesischen Protestanten (unter anderem Rückgabe zu Unracht nach 1648 beschlagnahmter Kirchen). Ab Herbst 1707 sollte Stralenheim von Breslau aus, wo er sich von 1706 bis 1708 aufhielt, die Durchführung der Konvention überwachen. Seit 1706 diente ihm dabei der Historiker Johann David Köhler als Hofmeister und Sekretär. Statt der vorgesehenen sechs Monate blieb Stralenheim zweieinhalb Jahre in Breslau und konnte den Bau der Gnadenkirchen durchsetzen.
Wegen seiner Verdienste wurde Stralenheim 1708 von Kaiser Joseph I. zum Reichsgrafen ernannt und sollte die Reichsoberjägermeister-Stelle erhalten sowie mit der Grafschaft Limburg belehnt werden; Karl XII. untersagte ihm jedoch die Annahme dieser Würden und ernannte ihn 1710 zum Generalgouverneur des mit Schweden in Personalunion verbundenen Herzogtums Zweibrücken. Stralenheim zog nach Zweibrücken und konnte hier die Vollendung der nach Karl XII. benannten Karlskirche erleben.
Als Stanislaus I. Leszczyński Zweibrücken von Karl XII. als Asyl zugewiesen wurde, kam es zu Konflikten zwischen diesem und Stralenheim. Ende 1716 kaufte Stralenheim von den Schwestern Esther Juliane (verheiratet mit dem schwedischen Diplomaten Ludwig von Sinclair) und Sophie-Sibylle Leiningen-Westerburg-Oberbronn ihren Anteil an der Herrschaft Forbach. Am 13. August 1717 zog er in Forbach ein und ließ sich dort von Jonas Erikson Sundahl ein Schloss errichten, das heute nach einem späteren Besitzer château Barrabino genannt wird. Vom Herzog Leopold von Lothringen als Graf von Forbach 1717 in den Grafenstand erhoben, erhielt er für sich und seine Nachkommen 1720 die kaiserliche Bestätigung seiner Reichsgrafenwürde. Er setzte sich sehr für seine Grafschaft ein und ließ 1718 in Stiring-Wendel die Neue Glashütte erbauen, die bald darauf seiner Frau zu Ehren den Namen Sophienhütte (Verrerie Sophie) erhielt. Als er am 9. August 1718 als Gouverneur gestürzt und drei Monate lang unter Hausarrest gestellt wurde, kehrte er nicht nach Schweden zurück, sondern nahm seinen dauernden Wohnsitz in Forbach. Nach seinem Tod 1731 wurde er in der Stiftskirche Sankt Arnual beigesetzt, wo ein imposantes Epitaph, ein Hauptwerk des Saarlouiser Bildhauers Ferdinand Ganal (1703–1775), an ihn erinnert. Die Inschrift Saeculi invidia et ingratitudo klagt die Intriganten an, die seinen Sturz herbeiführten.
Henning von Stralenheim war zweimal verheiratet, zunächst ab Anfang 1698 mit Nicolea Katharina Veronica, geb. Freiin v. Hackelberg (1678–1715). Die Nachkommen aus der ersten Ehe bilden das freiherrliche Haus.
In zweiter Ehe heiratete er Sophie Elisabeth geb. Gräfin von Wasaburg (1694–1756). Nach seinem Tod blieb sie zunächst in Forbach, auch wenn sie 1736 nach einem Gerichtsurteil einen Teil der Herrschaft verlor. 1744 bestellte sie Johann Nikolaus Götz als Hofprediger und Hofmeister für ihre Enkel aus der Ehe ihrer Tochter Catharina Sophia (1717–1764) mit dem französischen Oberstleutnant Baron Eric Sparre (1700–1742). 1751 machten die Leininger Erben von ihrem Rückkaufrecht Gebrauch, so dass sich Sophie Elisabeth auf den Hof Ditschweiler (bei Cocheren) zurückzog. Sie starb 1756 in Neu-Saarwerden (Sarre-Union) und wurde hier auch begraben.
Ihr Sohn Gustav Henning (1719–1787) wurde französischer Generalleutnant. Er nahm für sich und seine Nachkommen, das gräfliche Haus Stralenheim, den Namen Graf von Stralenheim-Wasaburg an.

## Schriften
- Königliche Schwedische Instruction und Vollmacht, Welche Der Königliche Schwedische Minister und Plenipotentiarius Herr von Strahlenheim Jn der Schlesischen Religions-Affaire Auff Ordre seines Hohen Principalen, mit denen Käyserlichen zur Grossen Kirchen-Commission Ernennten Herren Deputirten communiciret, Und bey Einräumung Der Evangel. Lutherischen Kirchen Jn Obacht genommen wird. o. O., 1707

Digitalisat des Exemplars der Universitäts- und Landesbibliothek Sachsen-Anhalt
- Acta Publica samt einer Gründlichen Deduction Derer Evangel. Schlesier Religions-Freyheit: Worinnen alle diejenigen Schrifften, welche bey dem Schlesischen Religions-Werck, sowohl von der Kayserl. Hochansehnlichen Executions-Commission zu Breßlau, als auch dem Königlichen Schwedischen Plenipotentiario und anderen heraus gekommen, auch seithero An. 1707. biß ult. April 1708. hin und wieder gedruckt, anjetzo aber zusammen gebracht worden, Allermassen solche auff nebenstehenden Blat specificirt zubefinden. Franckfurt; Leipzig 1708

Digitalisat des Exemplars der Sächsischen Landesbibliothek – Staats- und Universitätsbibliothek Dresden aus der Bibliothek des Heinrich von Bünau